# Joely Richardson
Joely Kimberly Richardson (Londres, 9 de enero de 1965) es una actriz de cine británica.

## Biografía

### Primeros años
Richardson nació en Londres en el seno de una familia dedicada a la interpretación. Joely es hija de la actriz Vanessa Redgrave y del director Tony Richardson, nieta de Sir Michael Redgrave y Rachel Kempson, hermana de la también actriz Natasha Richardson, medio hermana (por parte de madre) del cineasta Carlo Nero, cuñada del actor Liam Neeson, y sobrina de Lynn Redgrave (1943-2010) y Corin Redgrave. Su primera aparición sería como extra a los tres años en la versión que su padre realizó en 1968 de La carga de la Brigada Ligera (The Charge of the Light Brigade).

### Carrera

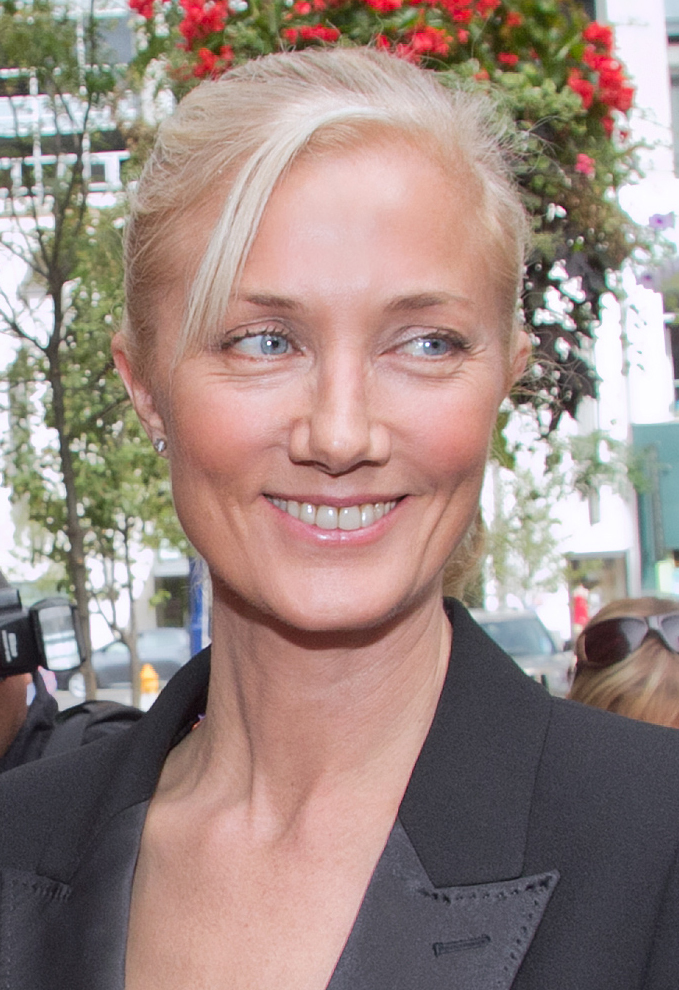
Richadson en el Festival Internacional de Cine de Toronto en 2011

A pesar de ese debut, Joely intentó ser gimnasta antes de entrar a estudiar en la prestigiosa Royal Academy of Dramatic Art. Su primer papel reconocido fue en la película de su padre Hotel New Hampshire, donde interpreta a una camarera que se transformaba en el primer amor de un chico que trabajaba y vivía en un hotel propiedad de su padre. Después de Wetherby o Body Contact, aparece también en el narrador de cuentos donde interpreta a la princesa en The Three Ravens (Los tres Cuervos) (1987), de Jim Henson. El nombre de Richardson se haría conocido por su papel en la película de culto de Peter Greenaway Conspiración de mujeres y, sobre todo por su interpretación de Joanna Farley en el episodio de 1989 de la serie Agatha Christie's Poirot basada en las aventuras del detective Hércules Poirot creado por Agatha Christie. 
La década de los 90 empezó con su participación en la comedia Rafi, un rey de peso (1991), donde interpreta a la princesa finlandesa prometida de un pianista de Las Vegas que era nombrado heredero de la Corona británica, tras la muerte de todos sus miembros. Un año después aparecería en Resplandor en la oscuridad al lado de su futuro cuñado Liam Neeson, donde ambos interpretan a alemanes nazis. En 1993, aparecería en el drama televisivo Lady Chatterley junto a Sean Bean.
En 1996, Richardson interpretaría el papel de la diseñadora de moda Anita en la popular comedia de Disney 101 Dalmatians junto a Glenn Close como Cruella de Vil. En 1998, en la popular película The Echo, Richardson interpretaba a una ricachona en cuyo garaje se encontraba a un hombre muerto. Al siguiente año, protagonizaría la película de terror futurista Event Horizon donde encarna a la Teniente Starck, miembro de un equipo de rescate que se dirigía a un lugar cercano a Neptuno a buscar a una nave que se había perdido hacía siete años. 
En 2000, Richardson trabajaría junto a Mel Gibson en la exitosa película El patriota, basada en la Guerra de Independencia de los Estados Unidos. Richardson interpreta a la cuñada de un hombre (Mel Gibson), que se veía obligado a combatir a los ingleses tras el asesinato de su hijo. En ese mismo año, encarnaría a la mismísima reina María Antonieta en el film dirigido por Charles Shyer El caso del collar y en Maybe Baby. 
A partir de 2003, Richardson comenzaría su participación en la serie Nip/Tuck, la controvertida serie basada en la vida de unos cirujanos plásticos de Miami. Su madre, Vanessa Redgrave, aparecería en varios episodios en el papel de la madre de su personaje. 
En 2005, Richardson protagonizaría Lies My Mother Told Me, basada en la historia real de una mujer que viaja con su hija adolescente, lucrándose con el robo de tarjetas de crédito y el uso de identidades falsas.
Uno de sus últimos trabajos, fue en la serie Los Tudor donde interpretó a la Reina de Inglaterra Catalina Parr, la última de las esposas del rey Enrique VIII.

### Vida privada
Divorciada del productor Tim Bevan, tiene una hija, Daisy, que nació en 1992. En noviembre de 2006, anunció que dejaba la serie Nip/Tuck para cuidar a su hija enferma. Su última aparición sería en el episodio 14, aunque el escritor Ryan Murphy escribiría diferentes finales en el caso de que Richardson deseara volver. Poco después de finalizar la temporada, se anunció el regreso de la actriz para la quinta temporada de Nip/Tuck, aunque su papel sería más secundario. En junio de 2007 se anunció el regreso de la actriz entre los episodios 15 a 22 de la quinta temporada. El 18 de marzo de 2009 falleció en Nueva York su hermana, Natasha Richardson, luego de un accidente de esquí ocurrido el 16 del mismo mes. La actriz fue trasladada de urgencia al hospital Lennox Hill en Nueva York desde Mont Tremblant (Quebec) donde falleció a causa de muerte cerebral.

## Filmografía
- The Charge of the Light Brigade (1968), de Tony Richardson.
- Hotel New Hampshire  (Hotel New Hampshire) (1984), de Tony Richardson.
- Un pasado en sombras (Wetherby) (1985), de David Hare.
- The Storyteller (1987), de Jim Henson.
- Body Contact (1987), de Bernard Rose.
- Conspiración de mujeres (Drowning by Numbers) (1988), de Peter Greenaway.
- A proposito di quella strana ragazza (1989), de Mario Leto.
- Rafi, un rey de peso (King Ralph) (1991), de David S. Ward.
- Heading Home (1991), de David Hare.
- Resplandor en la oscuridad (Shining Through) (1992), de David Seltzer.
- Rebecca's Daughters (Rebecca's Daughters) (1992), de Karl Francis.
- Lady Chatterley (Lady Chatterley) (1993), de Ken Russell.
- Dispuesto a todo (I'll Do Anything) (1994), de James L. Brooks.
- Mi querida hermana (Sister My Sister) (1994), de Nancy Meckler.
- Lago Ness (Loch Ness) (1996), de John Henderson.
- Tras el silencio (Hollow Reed) (1996), de Angela Pope.
- 101 Dalmatians (101 Dalmatians) (1996), de Stephen Herek.
- Event Horizont (Event Horizon) (1997), de Paul Anderson.
- Vivir entre caimanes (Wrestling with Alligators) (1998), de Laurie Weltz.
- El Eco (The Echo) (1998), de Diarmuid Lawrence.
- Under Heaven (1998), de Meg Richman.
- The Tribe (The Tribe) (1998), de Stephen Poliakoff.
- Toy Boys (1999), de Gaby Dellal.
- Maybe Baby (Maybe Baby) (2000), de Ben Elton.
- El patriota (The Patriot) (2000), de Roland Emmerich.
- Hechizo del corazón (Return to Me) (2000), de Bonnie Hunt.
- El misterio del collar (The Affair of the Necklace) (2001), de Charles Shyer.
- Nip/Tuck (Nip/Tuck) (2003).
- Shoreditch (2003), de Malcolm Needs.
- Fallen Angel (2003), de Michael Switzer.
- The Fever (2004), de Carlo Gabriel Nero.
- Mentiras que me contó mi madre (Lies My Mother Told Me) (2005), de Christian Duguay.
- Wallis and Edward (2005), de Dave Moore.
- Fatal Contact: Bird Flu in America (2006), de Richard Pearce.
- The Last Mimzy (2007), de Robert Shaye.
- The Christmas Miracle of Jonathan Toomey (2007), de Bill Clark.
- The Tudors (2008), Katherine Parr.
- The Day of The Triffids (2009), Jo Playton.
- The Girl With The Dragon Tattoo (2011)
- Anonymous (2011)
- Thanks for Sharing (2012), Stuart Blumberg
- Red Lights (2012), de Rodrigo Cortés
- The Devil's Violinist (2013), de Bernard Rose.
- Vampire Academy  (2014).
- Endless Love (2014).
- Maggie (2015).
- Papa: Hemingway in Cuba (2015) de Bob Yari.
- Fallen de Scott Hicks (2016)
- Emerald City (2017).
- Snowden de Oliver Stone.
- The Hatton Garden Job (Un golpe a la inglesa, 2017) de Ronnie Thompson.
- In Darkness (2018) de Anthony Byrne.
- The Turning (2020) de Floria Sigismondi.
- The Lost Girls (2022) de Livia De Paolis.
- Lady Chatterley's Lover (2022) de Laure de Clermont-Tonnerre.
- Little Bone Lodge (película de 2022) (2022) de Matthias Hoene.